# Italijanska socialna republika
Italijanska socialna republika (italijansko Repubblica Sociale Italiana, kratica RSI; tudi Salojska republika, Repubblica di Salò) je bila fašistična marionetna država, ki je obstajala v nemško zasedeni severni Italiji. Glavno mesto je bilo Salò pri Gardskem jezeru.
Država je obstajala med 23. septembrom 1943 in 26. aprilom 1945.
Pravni status države je predmet različnih interpretacij. Splošno se RSI šteje za  marionetno državo, kar je bilo sicer tudi mnenje samega Mussolinija, vendar se ji včasih pripisuje dobro mero samostojnosti prav zaradi neoporečne formalne oblike: država je slonela namreč na legalno izglasovani zakonodaji in dobro urejeni administraciji. Tega mnenja so tudi sodobni nemški viri, ki med drugim ugotavljajo popolno odsotnost nemškega osebja v salojski upravi. Mednarodno priznanje je država prejela v glavnem od pripadnikov sil osi in njihovih zaveznikov. Današnja Italijanska republika ji ne pripisuje nikake veljavnosti.

## Ustanovitev države
Marionetno fašistično državo so Nemci predvideli že pri načrtovanju Operacije Achse kot nekakšen protektorat, ki naj bi upravljal zasedena ozemlja severne in srednje Italije. Med drugim bi bila država odgovorna tudi za pobiranje davkov za kritje stroškov okupacije, ki so bili za leto 1943 predvideni v znesku 7 milijard, nato 10 milijard, končno 17 milijard lir.
Nastanek države se postavlja na 23. september 1943, ko je bila na nemški ambasadi v Rimu določena “vlada Mussolini” kot predstavnica nove “Italijanske fašistične republike”. To poimenovanje se je v naslednjih dneh večkrat spremenilo in šele 24. novembra je bilo določeno ime Italijanska socialna republika, ki je postalo uradno s 1. decembrom.
Za ustanovno listino RSI se šteje Veronski manifest, ki je bil programska listina za vlado nove države in je v glavnem vseboval politične smernice Republiške fašistične stranke, ki je nasledila Narodno fašistično stranko Kraljevine Italije. Program ni bil nikoli uveljavljen na zakonski ravni in zato je bil le delno uresničen.
Veronski manifest v glavnem predpostavlja odpravo monarhije in nastop republike ter potrditev vojaškega zavezništva z Nemčijo in Japonsko. Pravno organizacijo države naj bi uredila ustavodajna skupščina, ki naj bi ustvarila socialno republiko v skladu s programsko listino. Sklicanje ustavodajne skupščine je bilo predvideno za prvo povojno obdobje, ki ga pa država ni dočakala.
Programske smernice države so se sklicevale na  razne ideologije, to so bile predvsem fašizem, republikanski sistem, nacionalni socializem, socializacija ekonomije, korporativizem, antisemitizem.

## Vlada RSI
- ministrski predsednik in minister za zunanje zadeve - Benito Mussolini
- minister za obrambo - Rodolfo Graziani
- minister za notranje zadeve - Guido Buffarini Guidi (1943–1945), Paolo Zerbino (1945)
- minister za pravosodje - Antonino Tringali-Casanova (1943), Pietro Pisenti (1943–1945)
- minister za finance - Domenico Pellegrini-Giampietro (1943–1945)
- minister za industrijsko proizvodnjo - Silvio Gai (1943), Angelo Tarchi (1943–1945)
- minister za javna dela - Ruggero Romano (1943–1945)
- minister za komunikacije - Giuseppe Peverelli (1943),  Augusto Liverani (1943–1945)
- minister za delo - Giuseppe Spinelli (1945)
- minister za javno šolstvo - Carlo Alberto Biggini (1943–1945)
- minister za kulturo - Fernando Mezzasoma (1943–1945)
- minister za kmetijstvo - Edoardo Moroni (1943–1945)
- vodja Republikanske fašistične stranke - Alessandro Pavolini (1943–1945)

## Teritorialni obseg
RSI je predpostavljala, da ima pravico do celotnega ozemlja Kraljevine Italije, vendar je dejansko obstajala samo v predelih Italije, ki jih še niso zasegli Zavezniki. Razen tega sta bili na severu dve “operativni območji”, ki so ju de facto upravljali Nemci, in sicer Predalpsko območje OZAV (Trento, Bolzano, Belluno) in Primorsko območje OZAK (Videm, Gorica, Trst, Pula, Reka, Ljubljana). V teh upravnih enotah Italijani niso imeli besede, saj so lokalni upravitelji sprejemali navodila samo direktno od Hitlerja.
Glavno mesto Italijanske socialne republike je bil Salò ob Gardskem jezeru, čeprav je bila uradna prestolnica Rim. Salò je bil izbran predvsem zaradi bližine z Nemčijo, ki je takrat obsegala tudi današnje Gornje Poadižje, kar je dovoljevalo neposredni nemški nadzor in je postavilo Mussolinija na rob dogajanj v osrednji Italiji. Področje je bilo sorazmerno varno zaradi skromne navzočnosti partizanskih enot, zato so bile nameščene v Salòju glavne državne ustanove, in sicer zunanje ministrstvo, ministrstvo za kulturo, telefonska centrala za novinarje in tiskovna agencija s priključeno enoto za prevajanje. Od oboroženih sil so imeli sedež v mestu odseki politične policije (Muti), desantne mornarice (MAS), Narodne garde (ki je nadomestila karabinjerje), osebne Mussolinijeve straže, policije in Črnih brigad (protigverilci). Mussolinijev operativni štab je bil nekaj kilometrov izven mesta.

## Socializacija ekonomije
Socializacija ekonomije je bila fašistična teorija o samoupravljanju in porazdelitvi dohodka med zaposlenimi. Zagovarjala je predvsem vsesplošno pravico državljanov do dela in lastnega stanovanja, kar naj bi bilo konkretno dosegljivo s podržavljenjem večjih industrij in porazdelitvijo industrijskega dohodka med zaposlene. Ta program naj bi pridobil množično odobravanje italijanskega ljudstva. Da se ne bi s temi določbami zameril Nemcem, jim je Mussolini izrecno zagotovil, da ne bo prišlo do razlastitev in da bodo predstavniki novoustanovljenih svetov izbrani iz posebnih državnih seznamov, “kar bo dovolilo oblastem pregled nad delovanjem, medtem ko bodo zaposleni prepričani, da sodelujejo v upravljanju podjetja”. 
Vendar lepe besede in dobre namere niso prepričale niti Nemcev niti Italijanov. Nemci še vedno niso zaupali zaveznikom, ki so jih “izdali” s predajo 8. septembra. Italijani pa niso marali ničesar več od Mussolinija, ker je “po letu 1940 povzročil toliko zla, da je prekril vsa dobra dejanja prejšnjih 20 let”. Tako italijanski industrijalci kot nemški okupatorji so razumeli socializacijo ekonomije kot uvod v propad industrije, predvsem vojne. Načrti so ostali le na papirju.

## Razpad države
Politični propad je RSI doživela 25. aprila 1945. Po porazih nemških čet na več bojiščih severne Italije in neuspelem poskusu sporazuma s partizani je Mussolini opustil predvideno obrambo Milana in razrešil sodelavce obveznosti do republike. Sam je skušal pobegniti, a so ga 28. aprila partizani ujeli in usmrtili. Naslednjega dne je bila podpisana predaja v Caserti, ki je stopila v veljavo dne 2. maja. To je bil zaključek Italijanske socialne republike in druge svetovne vojne.
Pariški mirovni sporazumi (1947) so vsled formalne predaje Kraljevine Italije Zaveznikom z dne 8. septembra 1943 prišteli med sile osi samo Italijansko socialno republiko, medtem ko je bila povojna Italija vključena med države Antante. To je med drugim imelo za posledico, da italijansko ozemlje ni bilo razdeljeno na zasedbena območja (kakor Nemčija) in ni prešlo pod zavezniško okupacijo (kakor Japonska).